# Eupithecia certa
Eupithecia certa är en fjärilsart som beskrevs av András Vojnits 1981. Eupithecia certa ingår i släktet Eupithecia och familjen mätare. Inga underarter finns listade i Catalogue of Life.